# Каразириково (Бураевский район)
Каразириково (баш. Ҡараерек,тат. Каразирек) — деревня в Бураевском районе Республики Башкортостан Российской Федерации. Входит в состав Ванышевского сельсовета.

## География

### Географическое положение
Расстояние до:
- районного центра (Бураево): 13 км,
- центра сельсовета (Ваныш-Алпаутово): 3 км,
- ближайшей ж/д станции (Янаул): 81 км.

## История
По данным шеджере Боян-Кули, сохраненному жительницей деревни Шамгый Камаловой, а также на основании расчётов Ф. В. Низамова, деревня основана в 1361 г., после разрушения монголами г. Джукетау и бегства эмира города Боян-Кули на северо-запад современного Башкортостана, в район горы Ташлытау. По данным шеджере Туйтабирде, деревня существовала в 1556 г.
Население деревни принадлежит, предположительно, к башкирам племени елан. Ранее деревня входила в Эске-Еланскую родовую волость, которая в 1618 г. получила владенную грамоту. «Лета 7126 июля в 4-й день в государеве Цареве и великого князя Михаила Федоровича всея Руси грамоте писано: в Казань к воеводам и князьям Володимиру Тимофеевичу Долгорукову и Семену Никитичу Гагарину да дьяку Андрею Подлесову били челом государю царю и великому князю Михаиле Федоровичу всея Руси, уфимские башкирцы Казанской дороги Яски-Илянской волости Мухамет Абдулов, Базайка Байметов с товарищи. А сказали, в прошлом 7123 (то есть 1615) году как изменили казанские татаровя Еналейко Смаилетев (в другом тексте — Емаметов) с товарищи и они де ходили с собранными с своих юртов с каждого по два человека и прочими тарханами и того вора Еналейку с товарыщи поймали и привезли в Казань и за ту де их службу и за низовые походы дано им для житья Иски-Илянское поместье и урочищи оному: река Танып на низ, и от оной перейдя Калтасу-Куказилды речки….».
В 1865—1866 гг. волость была преобразована из родовой в территориальную. Каразирек стала частью Ванышевской волости Бирского уезда.
В 1842 г. на 247 башкир приходилось засеянного 480 пудов озимого и 440 пудов ярового хлеба. Была мельница. Всем принадлежало 142 лошади, 150 коров, 137 овец, 93 козы. В 45 дворах были 74 улья и 31 борть.

## Население
| 2002 | 2009 | 2010 |
| ---- | ---- | ---- |
| 133  | ↘106 | ↘89  |

Национальный состав
Согласно переписи 2002 года, преобладающая национальность — башкиры (99 %).